# アンパンマンの舞台別の登場人物一覧 (島の住人)
アンパンマンの舞台別の登場人物一覧 (島の住人) では、アンパンマン・シリーズのキャラクターのうち、島の舞台に住むものについて一覧形式で解説する。

## 島の住人
あくびどり
声 - 小出和明→冨永みーな
性別 - 男 / 初登場回 - TV第23話A「アンパンマンとあくびどり」
遠い南の島に住んでいる鳥。彼の大きなあくびの音を聞くと誰でも眠ってしまい、眠った人達は不思議な夢を見てしまう。彼の体の中にあるあくび線を引くと、あくびは止まる。そしてくしゃみ線を引っ張ると引っ張った者は、あくびどりの体から出られ、そのくしゃみの音でみんなは起きだす。初登場はそのような設定だったが、現在では、夢の中で発見したあくびどりのくしゃみ線を引くと夢から覚めるということになっている。なお、他の線を引くとあくびどりの表情が変化（笑う、怒る等）し、それが周囲にうつることもある。アニメ初期の頃は普通に喋っていた。また、あくびの悩みが解消された時は「はやおきどり」になることを誓った。映画「キラキラ星の涙」や3代目のアニメOPでは何故かアンパンマンより小さく描かれていた。第4作の劇場版の同時上映では、巨大化ゴミラや巨大化ケムタン達と並んでの非常に大きい仲間だったが、『クリームパンダとふしぎなゆめ』では、かぜこんこん、砂の魔王、巨大化なだれおにと比べて小さかったりと、TVアニメでは群を抜いて巨大というわけではない。
セイウチおじさん
声 - 島香裕
性別 - 男 / 初登場回 - TV第52話A「アンパンマンとセイウチおじさん」
セイウチの紳士。彼が一族と住んでいる島ではダイヤモンドが特産。親切にしてくれた人にはお礼としてダイヤモンドをあげていたが、ダイヤモンドを奪おうとしたばいきんまん達との騒動をきっかけに、むやみに人にダイヤモンドをあげるのはやめる事を誓った。因みに、ダイヤモンドは悪い人の手に入るとただの石になってしまう。
セイウチ母さん（セイウチかあさん）
声 - 鷹森淑乃
性別 - 女 / 初登場回 - TV第52話A「アンパンマンとセイウチおじさん」
セイウチぼうやの母親で、セイウチおじさんの妻。
セイウチぼうや
声 - 佐久間レイ
性別 - 男 / 初登場回 - TV第52話A「アンパンマンとセイウチおじさん」
セイウチの男の子で、セイウチおじさんの息子。
カレンダーマン
声 - 西村知道
性別 - 男 / 初登場回 - TV第64話A「アンパンマンとカレンダーマン」
顔がカレンダーの男性で、カレンダー島の住人。毎年正月にはカレンダーを作り、人々に配っている。巨大なカレンダーに乗り空を飛ぶ事ができる。
星の鳥・クー（ほしのとり・クー）
声 - 猪口有佳
性別 - 不明 / 初登場回 - 映画第2作目「ばいきんまんの逆襲」、TV第605話A「メロンパンナとほしのとり」（TVデビュー）
顔が星の形をした鳥。鳥達が住むバード島の生まれで、子供達の夢を叶える為に宇宙へ飛び立つ。メロンパンナが名前をつけた。
バナナマン
声 - 三田ゆう子→三浦雅子→横山智佐→潘めぐみ（A）、スカイラブハリケーン（映画：第24作）（A）、宮川美保（映画：第24作）（B）
性別 - 男 / 初登場回 - 1990年TVスペシャル「みなみの海をすくえ!」
バナナ島に複数の仲間と住んでいるバナナの男の子。バナナの皮で悪者と戦う。
めいろんろん
声 - 佐藤智恵→近藤玲子→笹本優子
性別 - 男 / 初登場回 - TV第91話A「アンパンマンとめいろんろん」
めいろ島のめいろの国に住んでいる悪戯好きの男の子。手に持っている魔法の棒・めいろ棒で色々な迷路を作る事が出来る。めいろ棒が無いと空を飛ぶ力を失い、迷路に変えた物も元に戻せなくなる。初登場時はめいろ棒の能力で何でも迷路に変えて通行人を迷わせていたが、ばいきんまんとの騒動をきっかけに迷惑になる迷路はやめてみんなが楽しむような迷路を作ることにした。
ペンタくん
声 - 横山智佐
性別 - 男 / 初登場回 - TV第184話A「ペンタくんとペンキマン」
ペンキ島に住んでいて、ペンキ塗りが得意なペンキ屋の男の子。髪は刷毛の形をしている。
ヨットのセーラーくん
声 - 亀井芳子
性別 - 男 / 初登場回 - TV第191話B「アンパンマンとヨットのセーラーくん」
ヨット乗りが得意な水兵の男の子。人間の外見をしている。食べ物や薬を色々な島へ配達している。
キリガ島の島民（キリガじまのとうみん）
性別 - 男、女 / 初登場回 - TV第191話B「アンパンマンとヨットのセーラーくん」
キリガ島に住んでいるイリオモテヤマネコの村人達。
ヨウガンリュウ
声 - 柴本浩行
性別 - 男 / 初登場回 - TV第195話A「火の玉こぞうとヨウガンリュウ」
キンキンコオリ島の火山に住んでいる、巨大な火の生き物のドラゴン。光の玉を無くすと火山が噴火するので、その玉を守っている。寒さに弱く、石になってしまう。外見はちびごんに似ている。ひのたまこぞうと仲がいい。
ぶんぶん
声 - 大谷育江
性別 - 男 / 初登場回 - TV第229話「ぶんぶん島の大冒険」
ぶんぶん島に住んでいる虻の男の子。レインボー蜂蜜を守っている。
海賊ロブスター（かいぞくロブスター）
声 - 野沢雅子
性別 - 男 / 初登場回 - TV第398話「アンパンマンと海賊ロブスター(前編)」
見た目は人間に近い海賊の男の子。作り物のかにばさみと幽霊船で人を怖がらせて、うみがめ島の宝を守っている。カレーパンマンとホラーマンには、はさみで何でも切り刻んでしまう幽霊だと恐れられていたが、実際は体は小さく力もばいきんまんやかびるんるんより弱い。威厳を出す為に嘴型のマイクを使っていた。
ハイビスちゃん
声 - 甲斐田裕子→斉藤佑圭→原えりこ
性別 - 女 / 初登場回 - TV第810話B「アンパンマンとハイビスちゃん」
小麦色に日焼けした女の子。ハイビスカス島に住んでいる。ウィンドサーフィンが得意。
カモメくん
声 - 三瓶由布子→寺崎裕香
性別 - 男 / 初登場回 - TV第1125話A「アンパンマンとカモメくん」
かもめ島に住むカモメの男の子。頭に水兵の帽子を被り、首にカモメのネックレスを着用している。卵の殻に入って海を漂流していた。卵は現在でも携帯しており塒に使う事もある。最初は空を飛べなかったが、アンパンマンと一緒に練習して飛べるようになった。アニメ初期に登場したカモメの水兵さんとは別人。

### いろえんぴつ島の住人
いろえんぴつまん
茶色の声 - 山崎たくみ
緑色の声 - 山寺宏一→前田玲奈
金色の声 - 茶風林
橙色の声 - 佐久間レイ
性別 - 男 / 初登場回 - TV第241話A「アンパンマンといろえんぴつの島」
色鉛筆の団体。絵を描く手伝いをする為にえんぴつ虫号でいろえんぴつ島から旅立って行く。
チビいろえんぴつ
赤の声 - 高橋和枝→工藤晴香→柳沢三千代
青の声 - 吉田理保子→安野希世乃→塩山由佳
黄色の声 - 中村ひろみ→大橋彩香→藤野とも子
性別 - 男 / 初登場回 - TV第241話A「アンパンマンといろえんぴつの島」
絵を描く手伝いをする為に働いて短くなってしまったいろえんぴつまん。いろえんぴつ島に戻って来て新しく生まれ変わる。

### おそうじ島の住人
- おそうじトリオについては「#頼りになる味方」の節を参照。

ごみぶくろまん
声 - 菅原淳一
性別 - 男 / 初登場回 - TV第141話B「アンパンマンとごみぶくろまん」
ゴミ袋の男性。口から吹き出すゴミ袋でゴミを集めて町を綺麗にしている。ゴミ袋は普通の使い方以外にアンパンマンを隠したり、ばいきんまんに目眩ましをしたりと用途が広い。
クズカゴマン
声 - 中田和宏
性別 - 男 / 初登場回 - TV第165話B「アンパンマンとクズカゴマン」
顔がクズカゴの男性。背中に背負った籠と持っている火ばさみでごみを集めて町を綺麗にしている。おそうじまんのライバル。
チリ鳥（チリとり）
声 - 原えりこ（A）、中村ひろみ（B）
性別 - 不明 / 初登場回 - TV第180話B「アンパンマンとバケツくん」
翼が塵取りの形をしている二羽の鳥。塵取りの花、モップの木を育てて守っている。
カビ鳥（カビとり）
声 - 杉山佳寿子
性別 - 男 / 初登場回 - TV第190話A「アンパンマンとカビとり」
嘴がスプレーになっている鳥。梅雨の時期が近付くとやって来て、口から吹き出すカビ取り剤の霧でカビを綺麗に落とす。かびるんるんを退治する事もできる他、ばいきんまんが霧を浴びると体が小さくなってしまう。
ペーパーくん
声 - 大谷育江
性別 - 男 / 初登場回 - TV第215話B「アンパンマンとペーパーくん」
トイレットペーパーの男の子。汚れた物を紙で綺麗に磨いてくれる。後片付けが苦手。顔のペーパーはなくなっても替えがある限り何度でもリセットする事ができる。
スポンジマン
声 - 安藤ありさ→今井由香→宮本侑芽　(今井引退後)
性別 - 男 / 初登場回 - TV第230話B「アンパンマンとスポンジマン」
スポンジの男の子。ゴーグルをかけ、マントをつけているが空は飛べないようでローラーブレードを履いている。右手にスポンジ、左手にバブルガンを持つ。汚い物を放ってはおけない性分で、どんな汚れも落とす事ができる。

### おむすび島の住人
キッキ
声 - 鈴木富子
性別 - 男 / 初登場回 - TV第84話A「アンパンマンとおむすびじま」
サルの男の子。お腹が空いているところをアンパンマンに助けられ、彼の策で凧を使いピンチをおむすびまんに知らせた。
キッキのお母さん（キッキのおかあさん）
声 - 吉田理保子
性別 - 女 / 初登場回 - TV第84話A「アンパンマンとおむすびじま」
キッキの母親。ばいきんまんに騙されてアンパンマンを疑っていたが、キッキと一緒に島の村人達を制止しようとした。
猿の村長（さるのそんちょう）
声 - 有本欽隆
性別 - 男 / 初登場回 - TV第84話A「アンパンマンとおむすびじま」
メガネを掛けた島の村長。ばいきんまんに騙されてアンパンマンを捕らえたが、騒動後に島に名前を残す事を提案した。

### おりがみ島の住人
おりがみまん
声 - 目黒裕一→島田敏（映画・つみき城のひみつ）→堀川りょう→川田伸司→花輪英司→森久保祥太郎→高橋広樹→うえだゆうじ→高橋広樹
性別 - 男 / 初登場回 - TV第83話A「アンパンマンとおりがみまん」
折り紙の男性。色々な所へ行って子供達に折り紙を折ってやる事で作る楽しさを教えている。彼の折り紙で作った物は実物と同じように扱う事ができる（飛行機、手裏剣等）。折り紙で出来た体は色々な形に変身できる。また、敵を折り紙のような体にする能力も持っている。映画「つみき城のひみつ」のおりがみまんはオリガ姫の家来である。初登場時は体色は黄色だったが、「つみき城のひみつ」で再登場してからはピンク色だった。
おりがみちゃん
声 - 高田由美
性別 - 女 / 初登場回 - TV第151話B「アンパンマンとおりがみちゃん」
見た目は人間に近い女の子。おりがみまんと同様、色々な所へ行ってオリガミの木の折り紙を折り、作る楽しさを教えている。彼女が折り紙で折った物は命が芽生える。

### カブト島の住人
カブオオ
声 - 園部啓一
性別 - 男 / 初登場回 - TV第384話A「アンパンマンとカブタン」
カブタンの優しい父親で非常に巨大なカブトムシ。行方不明になった息子のカブタンを探している途中ばいきんまんに騙されてアンパンマン達を襲うが、カブタンが誤解を解いた事で和解した。アンパンマン、しょくぱんまん、カレーパンマンが3人で戦っても歯が立たず、ばいきんまんを一撃でやっつけてしまう程の高い戦闘力を持っている。カブタンと違い、言葉らしい言葉は喋らない。
カブタン
声 - 久川綾
性別 - 男 / 初登場回 - TV第384話A「アンパンマンとカブタン」
カブオオの息子で小さなカブトムシ。上手く飛べない事が悩みだったが、アンパンマン達を助けようとする気持ちとドキンちゃんの励ましを思い出した事で飛べるようになった。

### ココナッツ島の住人
ココ
声 - 笠原弘子
性別 - 男 / 初登場回 - TV第262話「南の島のホワイトクリスマス」
ココナッツの男の子で、ココナッツマンの弟分。弱虫だったが、アンパンマンに励まされ、メロンパンナと島の危機を救うために勇気を振り絞った。
ココナッツマン
声 - 仲村美緒（A）、麻見順子（B）
性別 - 男 / 初登場回 - TV第262話「南の島のホワイトクリスマス」
沢山の仲間がいる。毎年クリスマスにはヤシの木にキャンドルやクリスマスツリーの飾りを飾って、楽しく祝う。

### さとうきび島の住人
キビ太郎（キビたろう）
声 - 小野健一
性別 - 男 / 初登場回 - TV第602話A「アンパンマンとキビ太郎」
さとうきびの男の子。甘くて美味しい砂糖を作るのが得意。頭からさとうきびジュースを出す。寒さに弱い。
ちゅらおばあ
声 - 梅田貴公美
性別 - 女 / 初登場回 - TV第1047話A「アンパンマンとちゅらおばあ」
広大なさとうきび畑を一人で切り盛りし、採れたさとうきびを元に美味しい砂糖を作って皆に配っている元気な小母。さとうきびの茎を自在に操る。畑をめちゃくちゃにしたばいきんまん達にお土産といってサーターアンダギーをあげるなど温厚で優しい。三線の演奏が得意で、彼女の演奏を聴くと体が勝手に踊り出す。また、疲れた人を元気にしたり荒らされた畑を元通りにしたりする事ができる。語尾に「さー」を付けて話す。ジャムおじさんとは初登場以前からの知り合い。

### サンドイッチ島の住人
サンド姫（サンドひめ）
声 - 水谷優子→葛城七穂
性別 - 女 / 初登場回 - TV第174話B「アンパンマンとサンドイッチ島」
サンドイッチ島のお姫様。見た目は人間に近い。髪の毛の色は黄色。美味しいサンドイッチを作ってくれる。
サンド四銃士（サンドよんじゅうし）
胴体がパンになっている四銃士。美味しいサンドイッチを作りながらサンド姫とサンドイッチ城を守っている。
カツサンドくん
声 - 星野充昭→佐久間レイ
性別 - 男 / 初登場回 - TV第174話B「アンパンマンとサンドイッチ島」
カツサンド作りが担当の男の子。顔は豚カツ。悪者には帽子からウスターソースを噴射して攻撃する。彼だけはサンドイッチ島を飛び出して街でカツサンドを配り歩いていることもある。
ハムサンドくん
声 - 佐々木望→川田紳司
性別 - 男 / 初登場回 - TV第174話B「アンパンマンとサンドイッチ島」
ハムサンド作りが担当の男の子。顔はハム。
フルーツサンドちゃん
声 - 渡辺菜生子→菅原祥子
性別 - 女 / 初登場回 - TV第174話B「アンパンマンとサンドイッチ島」
フルーツサンド作りが担当の女の子。顔は人間で、頭の上の皿にいろんな果物を乗せている他、フルーツナイフも仕込まれている。髪の毛の色は朱色。首には緑のスカーフを巻いている。
タマゴサンドぼうや
声 - 横山智佐→石橋美佳
性別 - 男 / 初登場回 - TV第174話B「アンパンマンとサンドイッチ島」
卵サンド作りが担当の男の子。顔はゆで卵。

### チョコレート島の住人
チョコレートパンマン
声 - 肝付兼太（第108話Aパートのみ）→掛川裕彦
性別 - 男 / 初登場回 - TV第108話A「アンパンマンとチョコレートパンマン」
チョコレートパンの男性。チョコレートを研究しながら、サイドカーで世界中を旅している。おっちょこちょいな性格で、初登場時はバレンタインデーの日付を間違えて町に出るほど。しょくぱんまんとは知り合い。
カカオくん
声 - ならはしみき→川澄綾子
性別 - 男 / 初登場回 - TV第218話A「メロンパンナとチョコレート島」
カカオの男の子。自慢のチョコレートを発表するチョコレート祭りの案内人。緑とオレンジ色の縞と服。
板チョコおじさん（いたチョコおじさん）
声 - 山寺宏一
性別 - 男 / 初登場回 - TV第218話A「メロンパンナとチョコレート島」
板チョコの小父。チョコレート祭りで板チョコの屋台を出す。
カシューナッツくん
性別 - 男 / 初登場回 - TV第218話A「メロンパンナとチョコレート島」
マカデミアンの兄。チョコレート祭りでマカデミアンと一緒にナッツチョコの屋台を出す。
マカデミアン
声 - 原えりこ
性別 - 男 / 初登場回 - TV第218話A「メロンパンナとチョコレート島」
カシューナッツくんの弟。チョコレート祭りでカシューナッツくんと一緒にナッツチョコの屋台を出す。
パラソルチョコくん
声 - 山寺宏一
性別 - 男 / 初登場回 - TV第218話A「メロンパンナとチョコレート島」
チョコレート祭りでパラソルチョコの屋台を出す。
ホットチョコレートくん
声 - 佐久間レイ
性別 - 男 / 初登場回 - TV第218話A「メロンパンナとチョコレート島」
チョコレート祭りでホットチョコレートの屋台を出す。
チョコレートパフェくん
声 - 中村ひろみ
性別 - 男 / 初登場回 - TV第218話A「メロンパンナとチョコレート島」
チョコレート祭りでチョコレートパフェの屋台を出す。
チョコレートクレープさん
声 - 鶴ひろみ
性別 - 女 / 初登場回 - TV第218話A「メロンパンナとチョコレート島」
チョコレート祭りでチョコレートクレープの屋台を出す。
チョコプリンくん
声 - 平松晶子
性別 - 男 / 初登場回 - TV第218話A「メロンパンナとチョコレート島」
チョコレート祭りでチョコレートの彫刻を作る。
チューブチョコくん
性別 - 男 / 初登場回 - TV第218話A「メロンパンナとチョコレート島」
チョコレート祭りでチョコレートケーキを作る。

### ドドの島の住人
ドド
声 - 松岡洋子
性別 - 男 / 初登場回 - TV第35話A「アンパンマンとドドのしま」
絶滅したと言われている飛べない鳥。アンパンマンやめいけんチーズと仲良くなり、自分達家族が住む島へ誘う。しかし、そこへばいきんまんが操縦するモグリンガーに襲われ、アンパンマン達がピンチになった為、島の火山を噴火させ、両親共々生死不明になってしまう。ジャムおじさんによると「きっとどこかで無事に暮らしている」との事である。現在も行方不明のままの模様で、アンパンマンとチーズとはまだ再会していない。
TV版では製作スタッフの意向により、火山災害の被災者に配慮し現在まで登場させなくなった。
ドドのお母さん（ドドのおかあさん）
声 - 羽村京子
性別 - 女 / 初登場回 - TV第35話A「アンパンマンとドドのしま」
ドドの母親。
ドドのお父さん（ドドのおとうさん）
声 - 沢木郁也
性別 - 男 / 初登場回 - TV第35話A「アンパンマンとドドのしま」
ドドの父親。

### ドレミファ島の住人
ドレミ姫（ドレミひめ）
声 - 香坂みゆき（映画・怪傑ナガネギマンとドレミ姫）→冨永みーな→佐久間レイ→川澄綾子
性別 - 女 / 初登場回 - 映画第15作同時上映「怪傑ナガネギマンとドレミ姫」、2004年TVスペシャル「アンパンマンとクリスマスの星」（TVデビュー）
歌が上手な、ドレミファ島のドレミファ城のお姫様。見た目は人間に近く、橙茶色の音符型の髪型をしており、赤いドレスを着ている。元々は「怪傑ナガネギマンとドレミ姫」のゲストキャラクターだったが、その後のTVスペシャルでもゲスト出演し、TV第948話B「ドキンちゃんとドレミ姫」から正式的なキャラクターになった。
タクトマン
声 - 小杉十郎太→志村知幸→三ツ矢雄二→小杉十郎太
性別 - 男 / 初登場回 - TV第78話B「アンパンマンとピアノマン」
顔が音符の形をした指揮者。仲間のピアノマンの調子は指揮棒で分かる。初登場時はピアノマンと一緒に演奏の旅をしていた。
ピアノマン
声 - 松本梨香→坂本千夏→三ツ矢雄二
性別 - 男 / 初登場回 - TV第78話B「アンパンマンとピアノマン」
四角いピアノに顔と手足が付いたようなピアニスト。彼の演奏は人を勇気付け、力を湧かせてくれる。初登場時はタクトマンと一緒に演奏の旅をしていたが、崖から落ちた時に水を被って一部の音階が出なくなってしまったが、ばいきんまん達との騒動で怒った時に水分が蒸発して元に戻った。
ドレミファ島の楽器まん（ドレミファじまのがっきまん）
初登場回 - TV第385話B「アンパンマンとドレミファ島」
アコーディオン
声 - 坂本千夏
性別 - 男
四角いアコーディオンに顔と手足が付いたような演奏者。
大太鼓まん（おおだいこまん）
声 - 伊東みやこ（映画・怪傑ナガネギマンとドレミ姫）→木下鈴奈→山寺宏一
性別 - 男
大太鼓に顔と手足が付いたような演奏者。
小太鼓まん（こだいこまん）
声 - 原えりこ
性別 - 男
小太鼓に顔と手足が付いたような演奏者。
コントラバス
性別 - 男
コントラバスに顔と手足が付いたような演奏者。
チェロ
性別 - 男
チェロに顔と手足が付いたような演奏者。
チューバ
声 - 三ツ矢雄二
性別 - 男
チューバに顔と手足が付いたような演奏者。
バイオリン
性別 - 男
バイオリンに顔と手足が付いたような演奏者。
ピッコロ
声 - 中村ひろみ
性別 - 不明
嘴がピッコロの黄色い鳥の演奏者。
フルート
声 - 佐久間レイ
性別 - 不明
嘴がフルートの銀色の鳥の演奏者。
ホルン
声 - 鈴木美咲→かないみか→原えりこ→小杉十郎太
性別 - 男
ホルンに顔と手足が付いたような演奏者。
ハーモニカくん
声 - 内藤玲
性別 - 男 / 初登場回 - TV第415話A「アンパンマンとハーモニカくん」
四角い顔がハーモニカの男の子。ハーモニカの吹き方を教えながら旅をしている。ドキンちゃんとは初登場時に知り合ってから友好的な関係であり、後の話でしょくぱんまんの為にハーモニカを習いたい彼女に頼まれてレッスンした事もある。TV第1151話B「ニガウリマンとハーモニカくん」では、ばいきんまんを追い払ったり自分達のピンチをアンパンマンに知らせたりとハーモニカの能力をいかんなく発揮していた。
タンバリンマン
声 - 高木渉、野島健児（OVA・かぞえよう 1・2・3）
性別 - 男 / 初登場回 - TV第434話B「ピーターとタンバリンマン」
ピエロの外見をした男性。タンバリンで演奏しながら旅をしている。OVA「かぞえよう 1・2・3」では夢の世界に住んでおり、ばいきんまんを攫って行った黒い羊の行方をアンパンマン達に教えた。
アコーディオンマン
声 - 西村朋紘
性別 - 男 / 初登場回 - TV第628話A「アンパンマンとアコーディオンマン」
四角い顔がアコーディオンになっている音楽家。彼の演奏する音色でみんなはおもわず踊りだしてしまう。ドレミファ島のアコーディオンとは別人。
バイオリンくん
声 - 三石琴乃→三瓶由布子→三石琴乃
性別 - 男 / 初登場回 - TV第732話B「アンパンマンとバイオリンくん」
顔がバイオリンの形をした、バイオリニスト男の子。色々な美しい曲を弾いてくれる。ドレミファ島のバイオリンとは別人。

### トロピカル島の住人
プリンセス・キウイ
声 - 豊嶋真千子
性別 - 女 / 初登場回 - TV第670話A「アンパンマンとトロピカル島」
トロピカル島のお姫様の1人。顔がキウイフルーツで、頭部の先はKの形になっている。気が強く何でも一番になりたがる性格で、プリンセス・パパイヤとどちらの果物が美味しいかで喧嘩する事が多い。
プリンセス・パパイヤ
声 - 原えりこ
性別 - 女 / 初登場回 - TV第670話A「アンパンマンとトロピカル島」
トロピカル島のお姫様の1人。顔がパパイヤで、頭部の先はPの形になっている。トロピカル島を訪れた人を案内する事が多い。プリンセス・キウイ程ではないが、どちらの果物が美味しいかで彼女とよく張り合っている。
プリンセス・マンゴー
声 - 太田真由美
性別 - 女 / 初登場回 - TV第670話A「アンパンマンとトロピカル島」
トロピカル島のお姫様の1人。顔がマンゴーで、頭部の先はMの形になっている。他の2人と違い、気が弱く恥ずかしがり屋で泣く事も多い。プリンセス・キウイとプリンセス・パパイヤの喧嘩に困っている。

### パイナップル島の住人
パイナップルマン
声 - 江原正士→真殿光昭→岡野浩介
性別 - 男 / 初登場回 - TV第144話「アンパンマンとパイナップルマン」
パインちゃんの父親。パイナップルの男性。ウクレレを演奏するのが得意。
パインちゃん
声 - 水谷優子→原えりこ→谷井あすか→金田朋子
性別 - 女 / 初登場回 - TV第144話「アンパンマンとパイナップルマン」
パイナップルマンの娘。人間の外見をしていて、頭の上はパイナップルである女の子。
パイナップル村長（パイナップルそんちょう）
声 - 北村弘一→山寺宏一→堀内賢雄→松山鷹志
性別 - 男 / 初登場回 - TV第144話「アンパンマンとパイナップルマン」
パイナップル島の長老。島の守り神を守っている。
パイナップルダンサーズ
声 - 山田栄子
性別 - 女 / 初登場回 - TV第144話「アンパンマンとパイナップルマン」
フラダンスが得意な、パイナップルの女性達。パインちゃんと同様に人間の外見をしていて、頭の上はパイナップルである。

### パズル島の住人
パズル鳥（パズルどり）
声 - 鷹森淑乃
性別 - 女 / 初登場回 - TV第36話A「アンパンマンとパズルどり」
年に一度のパズルレースを開くパズル島の鳥。素敵な賞品も用意している。体色は紫色で長い足と口ばしはピンク色。
なぞなぞ鳥（なぞなぞどり）
声 - 三ツ矢雄二、下和田裕貴（OVA・かぞえよう 1・2・3）
性別 - 男 / 初登場回 - TV第36話A「アンパンマンとパズルどり」
パズル島のパズル城の扉の前でなぞなぞを出す鳥。体が黄色く口ばしは赤く足は緑色。正解すると「正解だパズル」と言う。フレーベル館のゲームブック『アンパンマンのなぞなぞのくに』で毎回登場している。OVA「かぞえよう 1・2・3」では夢の世界にある数字の城の門番として登場し、黒い羊に連れて来られたばいきんまんになぞなぞを出題する。

### プリン島の住人
プリンセス・プリン
声 - 皆川純子
性別 - 女 / 初登場回 - TV第666話B「プリンちゃんとプリンセス・プリン」
プリン島のお姫様。美味しいプリンを作っている。彼女を含めて、島の住民はプリンちゃんと同様、頭にプリンを乗せている。
プリン島の子供たち（プリンとうのこどもたち）
性別 - 男、女 / 初登場回 - TV第666話B「プリンちゃんとプリンセス・プリン」
オレンジ色のカボチャ味、白いミルク味、薄赤色のイチゴ味、茶色のココア味のプリン作りが得意な子供達。

### フルーツ島の住人
マスカット姫（マスカットひめ）
声 - 横沢啓子→梨羽由記子→仲尾あづさ
性別 - 女 / 初登場回 - TV第55話A「アンパンマンとマスカット姫」
頭がマスカットである、フルーツ島のお姫様。顔はナンダ・ナンダー姫とシュークリーム姫に似ている。
レモンちゃん
声 - 島本須美→南央美→黒田由美→鈴木真仁→南央美→佐藤奏美
性別 - 女 / 初登場回 - TV第55話A「アンパンマンとマスカット姫」
顔がレモンの女の子。美味しいレモンジュースを飲んでもらう為、ジューサーくんと一緒に旅をしている。シフォンケーキやタルト等のレモンを使ったデザートをご馳走してくれる。彼女の作ったレモネードを飲むと元気が出る。
ジューサーくん
声 - 頓宮恭子
性別 - 男 / 初登場回 - TV第88話B「レモンちゃんとジューサーくん」
頭の上のジューサーで美味しいジュースを作ってくれる男の子。レモンちゃんとは喧嘩ばかりしているが、本当はいいコンビ。
チェリーくん兄弟（チェリーくんきょうだい）
初登場回 - TV第55話A「アンパンマンとマスカット姫」
顔がサクランボの双子。
チェリー兄（チェリーあに）
声 - 林玉緒→安野希世乃
性別 - 男
チェリー弟（チェリーおとうと）
声 - 川崎恵理子→戸田めぐみ
性別 - 男
メロンおじさん
声 - 鈴木勝美→奈良徹
性別 - 男 / 初登場回 - TV第87話B「アンパンマンとドライヤーのドラくん」
顔がメロンの小父。街で果物屋さんを営んでいる時もある。
ナシオくん
声 - 島本須美
性別 - 男 / 初登場回 - TV第257話B「ナシオとペアコとクリスケさん」
顔が梨の男の子。ペアコちゃんと一緒に美味しい梨を育てている。
ペアコちゃん
声 - 原えりこ
性別 - 女 / 初登場回 - TV第257話B「ナシオとペアコとクリスケさん」
顔が洋梨の女の子。ナシオくんと一緒に美味しい洋梨を育てている。名前の由来は洋梨の英名から。
モモコちゃん
声 - 石桃子→桐山智花
性別 - 女 / 初登場回 - TV第287話B「アンパンマンとモモコちゃん」
顔が桃の女の子。美味しい桃を育てている。怒ると怖いらしい。
スイカくん
声 - 林玉緒
性別 - 男 / 初登場回 - TV第289話B「アンパンマンとスイカくん」
スイカの男の子。夏になると美味しくて元気が出るスイカを御馳走してくれる。体当たり攻撃は強烈。
ラズベリーちゃん
声 - 高橋美紀
性別 - 女 / 初登場回 - TV第804話B「アンパンマンとラズベリーちゃん」
ラズベリーを使ったケーキ作りが得意な女の子。とても気弱なところがある。自信をつけてもらった為、ばいきんまんやドキンちゃんとも仲良くなった。

### ポッカリ島の住人
しんじゅ姫・アコヤ（しんじゅひめ・アコヤ）
声 - 川村万梨阿→日髙のり子→七緒はるひ
性別 - 女 / 初登場回 - TV第90話B「アンパンマンとしんじゅひめ」
真珠貝の精で、とても勇気がある女の子。頭が真珠でその他は人間の外見をしている。ポッカリ島の大真珠を守る為しんじゅ姫になった。しんじゅ姫になる前は海に住んでいて、言葉遣いや行動は男勝りだが、バタコさんから上品さが無いという理由で半ば強制的に一人称を変えられた。しんじゅ姫になった後も性格は元のままだったが、島民を立派にリードし、ばいきんまんに奪われた大真珠を取り戻す等、指導者として活躍している。普段の一人称は「俺」だが、お姫様の姿の時は「私」である。
ポッカリ島の村長（ポッカリじまのそんちょう）
声 - 辻谷耕史→伊藤栄次→二又一成
性別 - 男 / 初登場回 - TV第90話B「アンパンマンとしんじゅひめ」
長老。頭が巻貝の村長。アコヤの行動にいつもはらはらさせられている。
ポッカリ島の島民（ポッカリじまのとうみん）」
性別 - 男 / 初登場回 - TV第90話B「アンパンマンとしんじゅひめ」
頭が貝殻の村人達。みんな良い人。

### ミカン島の住人
ミカンぼうや
声 - 岩坪理江
性別 - 男 / 初登場回 - TV第362話A「ミカンぼうやとこつぶちゃん」
顔がミカンの男の子。こつぶちゃんと2人で甘くて美味しいミカンを作っている。
こつぶちゃん
声 - 平松晶子
性別 - 女 / 初登場回 - TV第362話A「ミカンぼうやとこつぶちゃん」
顔がミカンの女の子。ミカンぼうやの手伝いでミカンを育てたりミカンの製品を作ったりしている。

### みどり島の住人
あおば姫（あおばひめ）
声 - 小山裕香→川澄綾子
性別 - 女 / 初登場回 - TV第325話「アンパンマンとみどり島」
顔が葉の形をした、みどり島のお姫様。青葉で植物の命を蘇らせたり、心を伝えたりする事ができる。
あおば人（あおばじん）
声 - ドリーミング、山寺宏一、佐久間レイ、鈴木勝美
性別 - 男、女 / 初登場回 - TV第325話「アンパンマンとみどり島」
みどり島の村人達。あおば姫を助けて世界中を緑にする手伝いをしている。あおば姫と同様、顔が葉の形をしている。

### みどりの島の住人
みどりちゃん
声 - 川田妙子
性別 - 女 / 初登場回 - TV第123話A「アンパンマンと木の精みどりちゃん」
みどりの島の木の精。頭から出す秘密の種を播いて、荒らされた森林を蘇らせている。
おのまん
声 - 山寺宏一
性別 - 男 / 初登場回 - TV第123話A「アンパンマンと木の精みどりちゃん」
顔が斧の男性。みどりの島で森林を守りながら働く樵。のこぎりまんと名コンビ。ばいきんまんの催眠術に操られて、ばいきんまんとドキンちゃんの別荘を作りに森林破壊をしてしまう。催眠術が解けた後、ばいきんまんに利用された事を深く反省して、樵の他にみどりちゃんと一緒に木を育てる事にした。
のこぎりまん
声 - 小野健一
性別 - 男 / 初登場回 - TV第123話A「アンパンマンと木の精みどりちゃん」
顔が鋸の男性。みどりの島で森林を守りながら働く樵。おのまんと名コンビ。ばいきんまんの催眠術に操られて、ばいきんまんとドキンちゃんの別荘を作りに森林破壊をしてしまう。催眠術が解けた後、ばいきんまんに利用された事を深く反省して、樵の他にみどりちゃんと一緒に木を育てる事にした。

### ヤシ島の住人
ヤシ族（ヤシぞく）
初登場回 - TV第214話A「かぜこんこんとヤッシーくん」
ヤシ島の村人達。ヤシの実に顔と手足が付き、頭部にヤシの木が生えたような外見をしている。
ヤッシー
声 - 平松晶子
性別 - 男
ヤシ族の勇敢な男の子。ヤシ島が冷害に陥った時に1人で助けを呼びに行く途中に果ててコンドルの郵便局さんにパン工場へと運ばれた。その後、アンパンマンと協力してヤシ島の冷害の元凶であるばいきんまん達をやっつけ、平和が戻った。もう一方の被害者だったかぜこんこんを気に入ったらしく「また遊びにおいでよ」と誘うも彼に「暑い所は苦手」と断られた。
ヤンミー
声 - ならはしみき
性別 - 女
ヤッホッホッの孫娘。ヤシ族の女の子でヤッシーの友人。
ヤッホッホッ
声 - 上田敏也
性別 - 男
ヤンミーの祖父。ヤシ族の長老。子供達の人気者。

### ランドセル島の住人
えのぐぼうや
赤の声 - 松岡洋子、松本さち（OVA・ひらがなであそぼう）
青の声 - 南央美、天田有希子（OVA・ひらがなであそぼう）
黄色の声 - ならはしみき、桃森すもも（OVA・ひらがなであそぼう）
性別 - 男 / 初登場回 - TV第69話B「アンパンマンのえのぐぼうや」
赤、青、黄色の3色のチューブ入り絵具の3人組。色とりどりの装飾が得意。
ホッチンワニ
声 - 竹村拓→真殿光昭→堀田勝→小谷津央典→三木眞一郎→坂本千夏
性別 - 男 / 初登場回 - TV第116話A「アンパンマンとランドセル島」
口がホッチキスになっているワニの男の子。口の中にある「コ」の字型の針で咬んだ物を止める。オレンジ色の顔。最初は乱暴者で、ばいきんまんに騙されて島を荒らしたが、アンパンマンに助けられてから改心してみんなと仲良くなった。
ノートどり・ノットちゃん
声 - 色川京子→亀井芳子→雪野五月→牧口真幸→沖佳苗→島本須美
性別 - 女 / 初登場回 - TV第116話A「アンパンマンとランドセル島」
翼がノート状になっている鳥の女の子。たくさんの仲間達と共にノートや鉛筆を学校へ運んでくれる。
えんぴつ虫・ピッツ（えんぴつむし・ピッツ）
声 - 子安武人→荒木香恵
性別 - 男 / 初登場回 - TV第116話A「アンパンマンとランドセル島」
鉛筆の形をした虫。鼻は鉛筆の芯になっている。
ハサミクワガタ
声 - 堀之紀
性別 - 男 / 初登場回 - TV第134話B「アンパンマンとホッチンワニ」
身体がはさみ状になっているクワガタムシ。
ランドセルくん
声 - まるたまり
性別 - 男 / 初登場回 - TV第226話A「アンパンマンとランドセルくん」
ランドセルの男の子。子供達にランドセルを作ってあげたり、壊れたら直してあげたりする。
カッターくん
声 - 矢尾一樹→内田直哉
性別 - 男 / 初登場回 - TV第359話A「アンパンマンとカッターくん」
カッターの男の子。町のみんなに工作を教えてくれる。
虫眼鏡カタツムリ（むしめがねカタツムリ）
声 - 中村ひろみ
性別 - 不明 / 初登場回 - TV第492話A「ばいきんまんとランドセル島」
目玉が虫眼鏡になっているカタツムリ。

### ローソク島の住人
ほのおくん
声 - 江森浩子（1990年クリスマス回、第426話Bパート）→中村ひろみ（1996年クリスマススペシャル、第431話Aパート）→長沢美樹（2001年クリスマススペシャル）→間宮くるみ（2002年クリスマススペシャル）→野沢雅子（2004年クリスマススペシャル）→坂本千夏（2005年クリスマススペシャル）→寺崎裕香→村川梨衣（第1644話Bパート）
性別 - 男 / 初登場回 - TV第114話「光れ!ぼくらのクリスマスツリー」
ろうそくの男の子。ろうそくで誰かの役に立ちたかったが、電気が相手では自信が無い。あかりさんの励ましで役に立てた。
キャンドルちゃん
声 - 島本須美（第426話Bパート、第431話Aパート）→原えりこ→野中藍（2005年クリスマススペシャル）→川上とも子（第868話Aパート）→宮本侑芽（第1644話Bパート）
性別 - 女 / 初登場回 - TV第426話B「ほのおくんとキャンドルちゃん」
赤いろうそくの帽子を被った女の子。色々なろうそくの作り方を教えてくれる。2005年クリスマススペシャル「アンパンマンのジンジンジングルベル」の際に顔のデザインが変更されている。

## 関連文献
- やなせたかし（原作）、トムス・エンタテインメント（作画） 著、井口学・水島定昭（監修） 編『アンパンマン大図鑑─公式キャラクターブック』フレーベル館〈アンパンマンだいずかん〉、2013年6月21日。

NCID BB13657508、OCLC 849874524、ISBN 4-577-04116-2、ISBN 978-4-577-04116-1、国立国会図書館書誌ID:024532396。